# Заборовский, Ярослав Юрьевич
Ярослав Юрьевич Заборовский (8 августа 1939, Львов, Польская Республика — 26 января 2021, Ивано-Франковск, Украина) — советский и украинский историк, профессиональный специалист по истории древнего Рима и истории христианской Церкви в античный период и средневековье, заведующий кафедрой истории Древнего мира и Средних веков (1992—1999) исторического факультета Университета Прикарпатья имени Василия Стефаника (г. Ивано-Франковск). Проректор по учебной работе Ивано-Франковской духовной семинарии им. священномученика Иосафата в 1990—1991.

## Биография
Родился 8 августа 1939 Львов, Польша (ныне Украина). Отец Юрий Васильевич Заборовский, мать Анна Теодоровна Соляров. Во время крещения получил двойное имя Марьян-Ярослав. В 1944 г. после возвращения из ссылки трагически погиб отец. Согласно воспоминаниям и полученным сведениям из архивов, опубликованным в книге «На тропах истории» (2003 г.), отца увели с целью эксплуатации как повара, а затем убили в лесу бандеровцы. Через несколько месяцев, в канун Рождества 1945 года бросили в водоём (колодец) его старую мать (бабушку историка) только за то, что проклинала убийц любимого сына. Окончил школу в 1956 г. все выпускные экзамены сдал на оценку 5 («хорошо»). В том же году поступил на исторический факультет ЛНУ имени И. Я. Франко. Научный руководитель И. И. Вейцковский, дипломная работа «История Республиканского Рима». Окончил учёбу в 1961 г. работал учителем в обычной сельской школе с. Битля Львовской области.
В 1967 г. в Ленинградском университете им. А. А. Жданова защитил кандидатскую диссертацию на тему: «Попытки разрешения аграрного кризиса конца 130-х гг. до н. э. в Республиканском Риме». Научный руководитель Сергеенко, Мария Ефимовна
1964—1967 гг. работал преподавателем истории в Дрогобычском университете. В 1967 г. по приглашению ректора А. А. Устенко перешёл работать в Ивано-Франковский педагогический университет, на должность доцента, с 1990 г. профессора, заместитель декана факультета истории 1976—1977, 1979—1981.
Активно принял участие в выходе УГКЦ из подполья, стал первым проректором по учебной работе Ивано-Франковской духовной семинарии святого Йосафата. Лично встречался с Папой Иваном-Павлом и занимался вопросом реабилитации имен духовенства униатов в том числе еп. Григория.
Заведующий кафедрой «Истории древнего мира и средних веков» ПНУ имени В. С. Стефаника в 1992—1999. В 1993 году партия УНА-УНСО выдала постановления на смертную казнь профессора за его высказывания в адрес ОУН

### Взгляд на историю России
В 2003 году написал книгу где поддал критике новый украинский подход к истории: среди прочего 
- считал князя Святослава ответственным за провал по европоизации Руси которую начала его мать.
- Вопрос крещения Аскольда относил к 9 веку, как и всех восточно-южных славян загадкой для историка являлась только причина неканонизации [3]
- Дату крещения княгини Ольги относил к периоду до 957 года.[4]
- Профессор считал крещения Аскольда и Ольги неортодоксальным с точки зрения Константинополя и Рима, ссылаясь на буллу 972 года где папа Иван называет движения в Болгарии и Руси отдельным обрядом и сектой.[5]
- Поддержал версию о том Святослав проводил варварскую политику особенно в 971 году
- Считал что крестинизация Руси походит от Болгарии и Охридского Патриархату
- Влияние на Русскую митрополию имел Западный мир так профессор приводил пример того что на Руси праздновали католический праздник Перенесения мощей святого Николая,[6]а также одевать нательные крестики и церковные колокола что не было характерным для Византии
- Вопрос канонизации князя Владимира (Василия) относил в достижения Александра Невского[7]
- обвинил Богдана Хмельницкого в истреблении около двух миллионов жителей воеводств на востоке и юге Речи Посполитой.
- Считал что Акт Злуки никогда не обеденил Украину поскольку он юридически действовал не больше несколько месяцев,
- УВО считал террористической, обвинил Евгения Коновальца в подыгрывании властям Советскогой России и лично маршалу Тухачевского поскольку украинская националистическая организация основалась в 1920 году во время Варшавского похода Красной армии.
- Степана Бандеру он назвал недалеким и виновным в смерти отца Андрея Бандеру поскольку за несколько месяцев после выхода из немецкой тюрмы он не побеспокоился о судьбе родни которая могла попасть в «плен» к Советским властям.
- Роботы Дмитрия Донцова он сравнил с идеями НСДАП. Считал что культивирование роль УПА есть ошибкой, поскольку они были участниками Гражданской войны на Западной Украины

В 1999 г. вышел на пенсию, не покидал научную работу, умер 26 января 2021 г. в городе Ивано-Франковск.

## Личная жизнь
Жена: Заборовская Тамара Васильевна. Дети: Заборовская-Билавич Данута Ярославовна (украинский историк, работает заведующей научного отдела Музеия Крушельницкой и на кафедре истории, музеезнавства Львовской политехники) и Заборовская Ореста Ярославовна, внучка Кристина. Владел немецким, русским языками.

## Память
Барэльеф 

## Награды
1. Медаль «Ветеран труда» 1989 г.
2. Благодарность Министерства народного образования СССР
3. Медаль «Макаренко» Министерства народного образования РСФСР 1990 г.
4. Серебряная юбилейная медаль Ивано-Франковской епархии УГКЦ в 2000 г.
5. Почетный знак в честь 2000-летия Рождества Христова Председателя Ивано-Франковской облгосадминистрации 2000 г.
6. лауреат гранта ACLS (1999 г.), при Фонде Дейла Карнеги (Госдепартамент США)[11]

## Публикации
- К вопросу о достоверности цензовых списков ІІ в. до н. э. Вестник древней истории. 1962. Т. 2. С. 112—118.
- Zur Frage der Glaubwürdigkeit der Censuslisten aus dem 2 Jahrhundert v. u. z. Bibliotheca Classica Orientalis. 1965. V. 4. S. 240—243.
- Некоторые вопросы политической борьбы в римском сенате 40-20 гг. ІІ в. до н. э. Вестник древней истории. 1977. № 3. С. 187—192
- Закон Лициния-Секстия de modo agrorum (Попытка интерпретации). Вестник древней истории. 1978. № 3. С. 10-19.
- Проблема достоверности римских цензов III—II вв. до н. э.: Тезисы. Вестник древней истории. 1979. № 2. С. 224—225.
- Римские цензы периода республики: механизм действия, проблема достоверности ІІІ-ІІ вв. до н. э. Вестник древней истории. 1979. № 4. С. 37-58.
- Аппиан и римская civitas в последний век существования республики (К вопросу об источниках и характере «Гражданских войн» Аппиана): Тезисы. Вестник древней истории. 1980. № 3. С. 231—232.
- Аппиан и римская civitas в последний век существования республики (К вопросу об источниках и характере «Гражданских войн» Аппиана). Вестник древней истории. 1981. № 4. С. 138—144.
- Римские цензы в период кризиса и падения Римской республики (102-28 гг. до н. э.). Вестник древней истории. 1982. № 3. С. 50-60.
- К вопросу о характере взаимоотношений Рима и италиков (IV—I вв. до н. э.): Тезисы. Вестник древней истории. 1983. №. 3. С. 203.
- Некоторые аспекты истории восстания Спартака (К вопросу о взаимоотношениях Спартака с местным населением Италии): Тезисы. Вестник древней истории. 1984. № 1. С. 224.
- Великие восстания рабов в Римской республике 139-71 гг. до н. э: Тезисы (Некоторые вопросы теории). Вестник древней истории. 1986. Т. 1. С. 189.
- Римский форум и аграрная реформа Тиберия Гракха. Из истории античного общества / [введ. В. М. Строгацкий]. Горький : Изд-во ГГУ, 1986. С. 65-77.
- О так называемых «програмах» выступления рабов (Рим, 139-71 гг. до н. э.): Тезисы. Вестник древней истории. 1989. № 2. С. 224—225.
- Некоторые замечания по поводу идеологии восставших рабов (Рим, 139-71 гг. до н. э.): Тезисы. Вестник древней истории. 1989. № 4. С. 186.
- Место древних языков в университетской подготовке историков-античников: Тезисы. Вестник древней истории. 1991. № 1. С. 89.
- Митрополит Андрей Шептицький : нарис про життя і служіння церкві та народові. — Ивано-Франковск, 1995. — 64 с.
- Митрополит Андрей Шептицький : матеріали та документи. (под ред.). — 2-е изд., доп. — Львов, Ивано-Франковск : Олір, 1995. — 117 с. : фот. — Библиогр. — 3000 экз. — ISBN 5-7707-8414-8.
- На стежинах історії (На тропах истории). — Ивано-Франковск, 2003. — 388 с. — ISBN 966-8588-00-2.[12]
- Останні місяці земного життя Станіславівського єпископа Блаженного Григорія Хомишина. — Львов, 2017. — 47 с. : ил. — Библиогр.: с. 46-47. — 300 экз. — ISBN 978-617-7359-93-6.